# Hieracium neoplatyphyllum
Hieracium neoplatyphyllum là một loài thực vật có hoa trong họ Cúc. Loài này được Gottschl. mô tả khoa học đầu tiên năm 2007.